# Краткокљуни пузић
Краткокљ (лат. Certhia familiaris) птица је станарица из реда птица певачица која насељава све врсте шума од низије до горње шумске границе али показује афинитет ка четинарима.

## Опис
Мала је птица дужине тела од 12,5 до 14 cm. горњи део тела је светлосмеђе боје са белим и светлим пегама. На глави има светлу обрву чија величина и боја зависи од подврсте, што је северније то је светлија боја. Дњи део тела је беле боје а подрепње је прљаво беле боје. Реп је светлосмеђе боје. Полни диморфизам није присутан, а младе јединке имају нешто тупљу боју од одраслих јединки. Има у просеку нешто краћи кљун од дугокљуног пузића (лат. Certhia brachydactyla) 

## Распрострањење и станиште
Распрострањен је на готово целој Европи (сем у деловима јужне и западне Европе), као и у широком појасу умерене Азије. Део популације се током зиме помера ка југозападу. Населјава различита шумска станишта често шуме у којима су присутни четинари од равнице до горње шумске границе. У јужној Европи је углавном присутан у планинским четинарским и мешовитим шумама. Гнездо гради у шупљинама дрвећа.

## Биологија
Достиже полну зрелост са годину дана. Гнезди се на дрвећу у шупљинама и удубљењима у кори. За изграднњу гнезда користи меке природне материје као што је трава длака животиња, маховина и лишајеви. Легло броји 5 до 6 јаја и полаже их у периоду од марта до јуна. На јајима седи женка а инкубација траје 15—17 дана. Животни век ове пртице је око 2 године а најстарија јединка је живела 8 година и десет месеци. Храни се ситним безкичмењацима које налаз изпод коре дрвећа и одатле их извлачи својим дугим и танким кљуном.

## Краткокљуни пузић у Србији
Током репродуктивног периода присутна је на већем броју локалитета у Србији. Најбројнији је на брдско-планинским пределима, у буковими мешовитим буково-четинарским шумама. На старој планини је оцењена као једна од чешћих врста у четинарским и мешовитим шумама Горњег Висока и на Тари. Одсуствује из већине шумских подручја Војводине, а тамо где га има, редак је. Популација је стабилна и броји од 18.000 до 26.000 гнездећих парова.